# Patras (stad)
Patras (Grieks: Πάτρα, Patra) is een stad in het noordwesten van de Peloponnesos. Het is de hoofdstad van de periferie West-Griekenland en de op twee na grootste van Griekenland. De stad ligt aan de Golf van Patras, die samen met de Golf van Korinthe de Peloponnesos van het vasteland scheidt. 
In de buurt van Patras ligt de Rio-Antirriobrug, de op een na langste tuibrug ter wereld. Deze brug verbindt de Peloponnesos met het vasteland. De haven van Patras is een van de belangrijkste van heel Griekenland.
Patras is sinds 2011 een fusiegemeente (dimos) in de Griekse bestuurlijke regio (periferia) West-Griekenland.
In 2004 had de stad meer dan 200.000 inwoners.
Vanuit Patras zijn er veerverbindingen naar Italië, de Ionische Eilanden, Piraeus en vele andere bestemmingen. Verder is de stad ook per trein te bereiken vanuit onder meer de hoofdstad Athene en andere Griekse steden.
De stad is beroemd om het spectaculaire carnaval.
In 2006 was Patras de Culturele hoofdstad van Europa.
De vijf deelgemeenten (dimotiki enotita) van de fusiegemeente zijn:
- Messatida (Μεσσάτιδα)
- Paralia (Παραλία)
- Patra (Πάτρα)
- Rio (Ρίο)
- Vrachnaiika (Βραχναίικα)

## Bezienswaardigheden in en rondom Patras

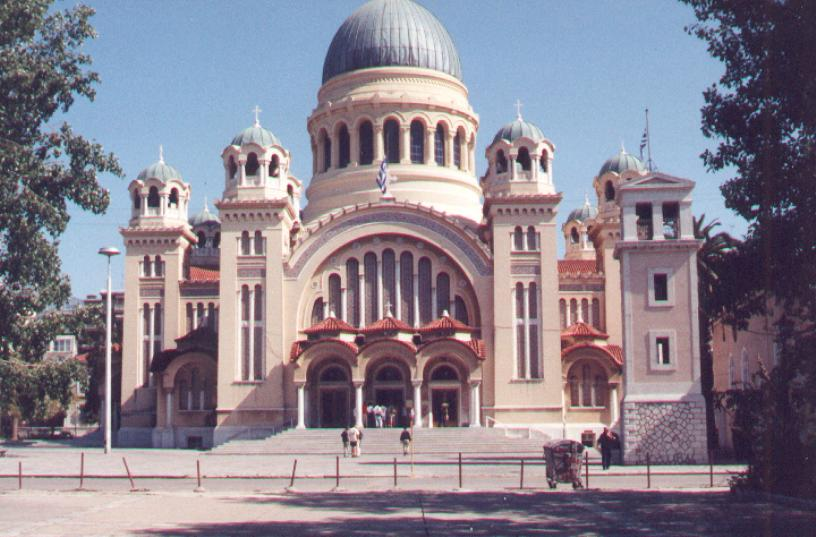
De Grafkerk van de apostel Andreas

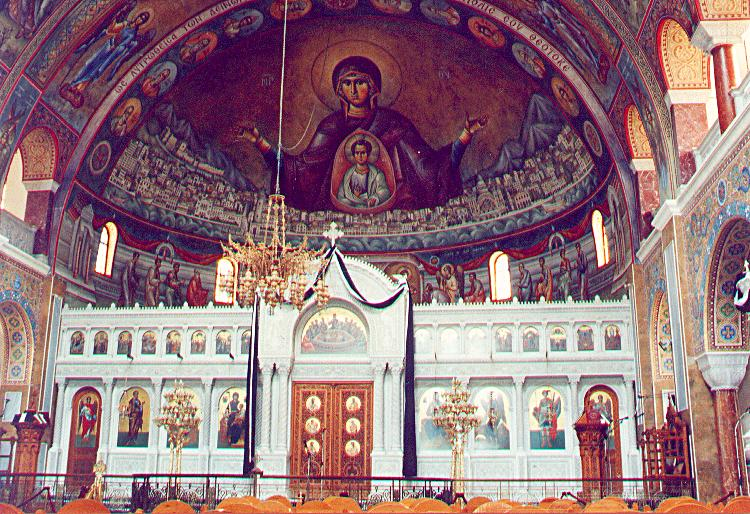
Interieur van de kerk

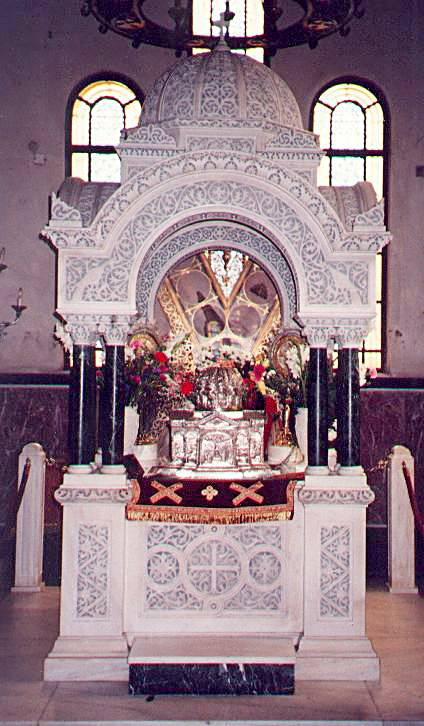
Reliquaria van de Heilige Andreas

- Grafkerk van de Apostel Andreas:
Volgens de christelijke overlevering werd Patras onder de regering van keizer Nero geëvangeliseerd door de apostel Andreas, die er de marteldood stierf door kruisiging op een X-vormig kruis, het Andreaskruis. Spoedig na zijn dood groeide zijn graf uit tot een pelgrimsoord en zijn relikwieën raakten zeer in trek: een deel ervan werd in de 4e eeuw naar Constantinopel overgebracht, terwijl een ander deel verhuisde naar St Andrews in Schotland. Maar zijn schedel bleef te Patras, waar in 805 Slavische horden, die de stad aanvielen, overijld op de vlucht geslagen zouden zijn door een miraculeuze verschijning van de apostel.

Toen de Turken in 1460 de stad veroverden, vluchtte de despoot van Mystras, Thomas Palaeologus, met de kostbare schedel naar Rome om hem daar in veiligheid te brengen. De relikwie van St Andreas zou er vanaf 1462 vereerd worden in de Sint-Pietersbasiliek, tot paus Paulus VI in 1964 besloot om, als gebaar van toenadering tussen de katholieke en orthodoxe kerk, na 500 jaar, de schedel aan de stad Patras terug te bezorgen. Onmiddellijk begon men aan de bouw van een nagelnieuwe kerk in neo-byzantijnse stijl, die voltooid werd in 1979.
Het interieur omvat de fresco's van de koepel (die met hun bijzonder originele kleurenpalet een harmonieus samengaan vertegenwoordigen van eerbied voor traditionele vormen en zoeken naar vernieuwing), van de apsis (de Moeder Gods "Platytera", voorgesteld als beschermster van de stad Patras) en een fraai gebeeldhouwde houten kroonluchter. Behalve het gouden schrijn met de schedel van de apostel, ziet men hier ook het reliquarium van het kruis van Andreas. Dit werd vanaf de 13e eeuw vereerd te Marseille, in de kerk Saint Victor, maar in 1980 eveneens teruggeschonken aan de stad.
- Romeins aquaduct
- Myceense graven
- Amfitheater
- Kasteel
- Romeins odeon

## Stedenbanden
- Chisinau (Moldavië)
- Limasol (Cyprus)
- Saint-Étienne (Frankrijk), sinds 1990

## Geboren
- Kostis Stefanopoulos (1926-2016), president van Griekenland (1995-2005)
- Periklís Iakovákis (1979), hordeloper
- Kostas Katsouranis (1979), voetballer
- Konstantinos Rougkalas (1993), voetballer